# ستيفاني بروس
ستيفاني بروس (بالإنجليزية: Stephanie Bruce)‏ هي منافسة ألعاب القوى أمريكية، ولدت في 14 يناير 1984.

## وصلات خارجية
- ستيفاني بروس على موقع الاتحاد الدولي لألعاب القوى (الإنجليزية)